# Antoine Bernard de Saint-Affrique
Antoine Bernard de Saint-Affrique, dit Antoine de Saint-Affrique, né le 26 décembre 1964 à Boulogne-Billancourt (Seine), est un homme d'affaires français. Il a été nommé directeur général du groupe Danone en mai 2021. Le nom de sa famille est « Bernard de Saint-Affrique », parfois abrégé en « de Saint-Affrique », et son prénom Antoine.

## Origines familiales
Antoine Bernard de Saint-Affrique est le descendant du pasteur Louis Bernard (1745-1799) qui est élu en 1792 député de l'Aveyron à la Convention nationale puis au Conseil des Cinq-Cents. C'est à la Convention qu'on le surnomme Bernard de Saint-Affrique pour le distinguer de trois autres élus homonymes, en faisant référence à la commune de Saint-Affrique, où il exerce son ministère pastoral.
Son fils Louis Bernard occupe des fonctions dans l'intendance militaire sous le Premier Empire : il est intendant militaire de la garde du roi de Naples Joseph Bonaparte en 1806, inspecteur aux revues en 1815. Il est fait baron de l'Empire en 1807, et ce titre est confirmé sous la Restauration en 1819 et 1821. Il est autorisé en 1819 à « joindre régulièrement à son nom celui de « de Saint-Affrique ». » Il est le cousin de Lorrain de Saint-Affrique, ancien collaborateur parlementaire de Jean-Marie Le Pen.

## Biographie

### Jeunesse
Antoine de Saint-Affrique naît en décembre 1964. Il est diplômé de l'ESSEC en 1987.
En 1987-1988, il fait son service militaire dans la Marine française, dont il est officier de réserve.
Il est diplômé de la Harvard Business School (GMP, Executive Education) en 2002.

### Carrière professionnelle
Sa carrière s'effectue en majeure partie chez Unilever, où il occupe divers postes marketing de 1989 à 1997. L'une de ses premières missions est d'augmenter les ventes des dentifrices Sanogyl et Signal.
Il passe ensuite trois ans au sein de Danone, où il est directeur marketing de Liebig Maille-Amora.
De retour chez Unilever, il est de 2000 à 2003, directeur Europe de l'activité sauces et condiments, puis de 2003 à 2005 PDG de la filiale d'Unilever qui couvre la Hongrie, la Croatie et la Slovénie.
En 2005 il est nommé vice-président du groupe Unilever, membre du comité de direction pour l'Europe et responsable de l'ensemble des activités du groupe en Europe de l'Est, puis, en 2009, il est nommé vice-président exécutif d’Unilever puis en 2011 président de la branche « food » d’Unilever. Ces différents postes l'amènent à résider aux Pays-Bas puis en Angleterre, où se trouvent respectivement les bureaux et le siège d'Unilever.
En 2015, il est nommé président-directeur général de Barry Callebaut, leader européen du commerce du chocolat,. Pendant son mandat, le cours de l'action du chocolatier suisse est quasiment multiplié par deux, une réussite attribuée par l'intéressé à la stratégie engagée par Barry Callebaut en faveur du chocolat durable,.
Le 22 avril 2021, il annonce son départ de Barry Callebaut.
Le 17 mai 2021, il est nommé directeur général du groupe Danone à la suite du vote du conseil d'administration. Il prend ses fonctions quelques mois plus tard, le 15 septembre 2021. Il doit poursuivre la réorganisation du groupe en structures régionales, le renforcement des marques prioritaires, le dégraissage des effectifs de cadres.

### Autres responsabilités
Antoine Bernard de Saint-Affrique a été administrateur indépendant du groupe Essilor International. Il est également membre du Conseil d'administration de Burberry Group Plc et de Barry-Callebaut AG.
De 2003 à 2020, il a été chargé de l’enseignement du Marketing au Corps des mines.
Depuis 2004, il a exercé des fonctions de Conseiller du commerce extérieur de la France en Hongrie, en Russie, au Royaume-Uni et en Suisse.

## Rémunération
En 2021, en tant que CEO et membre du Comité exécutif de Barry Callebaut AG, Antoine Bernard de Saint-Affrique a touché une rémunération totale de 7 millions de dollars.